# Grube Frankenholz
Die Grube Frankenholz war die bedeutendste Kohlengrube der bayerischen Pfalz. Ihr Entstehen ist eng mit der Person von August Ferdinand Culmann und Paul Guthörl verbunden.

## Lage
Der Höcherbergraum stellt die östliche Begrenzung des Saarkohlenwaldes dar, der sich vom Warndt bis hierher erstreckt und mit den Saarbrücker Schichten, die abbauwürdige Flöze bester Qualität einschließen, bis heute die Grundlage des Bergbaus an der Saar bilden. Diese erdgeschichtlich älteren Schichten werden nördlich von Frankenholz durch das Holzer Konglomerat von den Ottweiler Schichten und Breitenbacher Schichten getrennt, die nur im Stollenbergbau von kleineren Gruben abgebaut wurden, so zum Beispiel auf der Grube Labach bei Breitenbach.

## Vorgeschichte
Die Karbonschichten streichen im Höcherbergraum an verschiedenen Stellen am Tage aus. So wurde bereits seit dem 18. Jahrhundert im Stollenbau nach Kohle geschürft. Dies geschah auch im Bereich des Ortes Frankenholz. 1755 kam der Ort im Tausch von dem Herzogtum Pfalz-Zweibrücken an das Fürstentum Nassau-Saarbrücken. Da es in dessen Gebiet bereits ergiebige Bergwerke gab, war das Interesse an einer weiteren Grube nicht vorhanden. 1816 kam der Höcherbergraum zum Königreich Bayern. Seitens Bayerns war man an Kohlevorkommen interessiert. So gründete sich im selben Jahr die Frankenholzer Bergwerksgesellschaft. Ihr führender Kopf war Konrad Weiss, Bergverwalter und Betreiber der Gruben in Altenkirchen (Pfalz) und Steinbach am Glan.
1829 begann man in der Talaue des Klemmloches, westlich des Ortes Frankenholz die Sondierung der Vorkommen. Nachdem bei weiteren Versuchen talaufwärts ein Flöz von 50 cm Mächtigkeit gefunden wurde, reichte man ein Konzessionsgesuch ein. Diese Konzession wurde nicht erteilt. Auch innerhalb der Bergwerksgesellschaft war man uneins, da man bei weiteren Versuchen feststellte, dass die gefundenen Flöze infolge von Verwerfungen unregelmäßig waren. Einem weiteren Bohrloch talaufwärts entströmten große Mengen von Methan. Dies war ein sicheres Zeichen für das Vorkommen von Kohle.
1844 trat der Gesellschaft der Zweibrücker Anwalt August Ferdinand Culmann bei. Er wurde zur treibenden Kraft und erreichte 1845 die Konzession. Das Grubenfeld war mit 5,5 Quadratkilometern relativ klein. Die Arbeiten wurden jedoch nach 1849 eingestellt, da Culmann nach den politischen Ereignissen der Jahre 1848/49 nicht mehr nach Deutschland zurückkehren konnte. 1862 wurde in Forbach die Bergwerksgesellschaft neu begründet. Culmann veröffentlichte 1867 in Strasbourg die Denkschrift über das Frankenholzer Kohlebergwerk und erreichte die Erweiterung des Grubenfeldes auf 800 Hektar. Man wechselte nun für die Versuchsarbeiten den Ort und ließ auf der Gemarkung des Ortes Oberbexbach den Stockerschacht nieder. Culmann glaubte, unter der dort vorhandenen Buntsandsteinschicht möglichst schnell auf Kohleflöze zu treffen. Wegen starken Wassereinbruchs musste der Schacht aber nach 27 Meter Tiefe aufgegeben werden.
Nun wandte man sich wieder dem Klemmloch zu. Auch dieser Versuch blieb erfolglos; es wurden zwar Anzeichen für das Vorhandensein von Kohlelagerstätten gefunden, aber es gab keine Klarheit über ihre Abbauwürdigkeit. So war es nicht verwunderlich, als 1878 erstmals Forderungen aufkamen, das Unternehmen zu beenden, da es schon Unsummen von Geld verschlungen hatte. Da der Großteil der Anteilseigner Verwandte von Culmann waren, konnte dieser sich aber noch einmal durchsetzen. Auf einem Hang über dem Klemmlochtal wurde erneut ein Bohrloch niedergebracht. Obwohl diese Bohrung bei 214 Metern eingestellt werden musste, konnte man abbauwürdige Flöze nachweisen. Nun wurde auf Beschluss der Generalversammlung am 21. April 1879 mit der Abteufung eines Schachtes begonnen.

## Geschichte der Grube (1879–1959)
Die weitere Entwicklung des Unternehmens verlief rasant. 1881 wurde in 184 Metern das Flöz Willkomm erreicht, nach Erstellung eines Schachtgerüstes beginnt am 16. Dezember 1881 die Kohleförderung. Ein Jahr später wurde Schacht II zur Seilfahrt und als Wetterschacht abgeteuft. Im Jahr 1891, dem Todesjahr ihres Gründers August Ferdinand Culmann, hatte die Grube bereits eine Belegschaft von 563 Personen, die 82.100 Tonnen Kohle zu Tage förderten. Drei Jahre später war die Grube mit einer Förderung von 163.200 Tonnen Kohle und einer Belegschaft von 1.011 Personen die größte Kohlengrube im Königreich Bayern. Die Lage des Bergwerkes ließ jedoch keinen Abtransport der Kohle mit der Bahn zu. Der Bahnhof von Bexbach – etwa 4 km entfernt – liegt 140 Meter tiefer als die Tagesanlagen der Grube. So wurde 1886 zum Abtransport der Kohle eine Seilbahn errichtet. Die zuerst in Holz erstellten Gerüste der Bahn wurden zehn Jahre später in Eisen ausgelegt und es erfolgte im Bereich des Bexbacher Bahnhofes der Bau einer Kohlewäsche, in der die Kohle vom tauben Gestein getrennt wurde. So besteht die Bergehalde am Bexbacher Bahnhof aus dem Abraum der Frankenholzer Grube. Vom Bahnhof in Bexbach traten die Kohlen dann ihren Weg per Bahn an, vor allem in die Pfalz und nach Bayern, aber auch nach Elsass-Lothringen und in die Schweiz. Einige der Flöze enthielten so gasreiche Kohlen, dass man diese Kohlen als „Gaskohlen“ auf den Markt brachte. Man verwendete sie zur Leuchtgaserzeugung. Diese sogenannte Ausgasung der Kohle barg aber auch ein für die Grube großes Problem. Im ganzen Zeitraum des Bestehens der Grube Frankenholz war diese immer sehr stark durch Schlagwetter gefährdet.

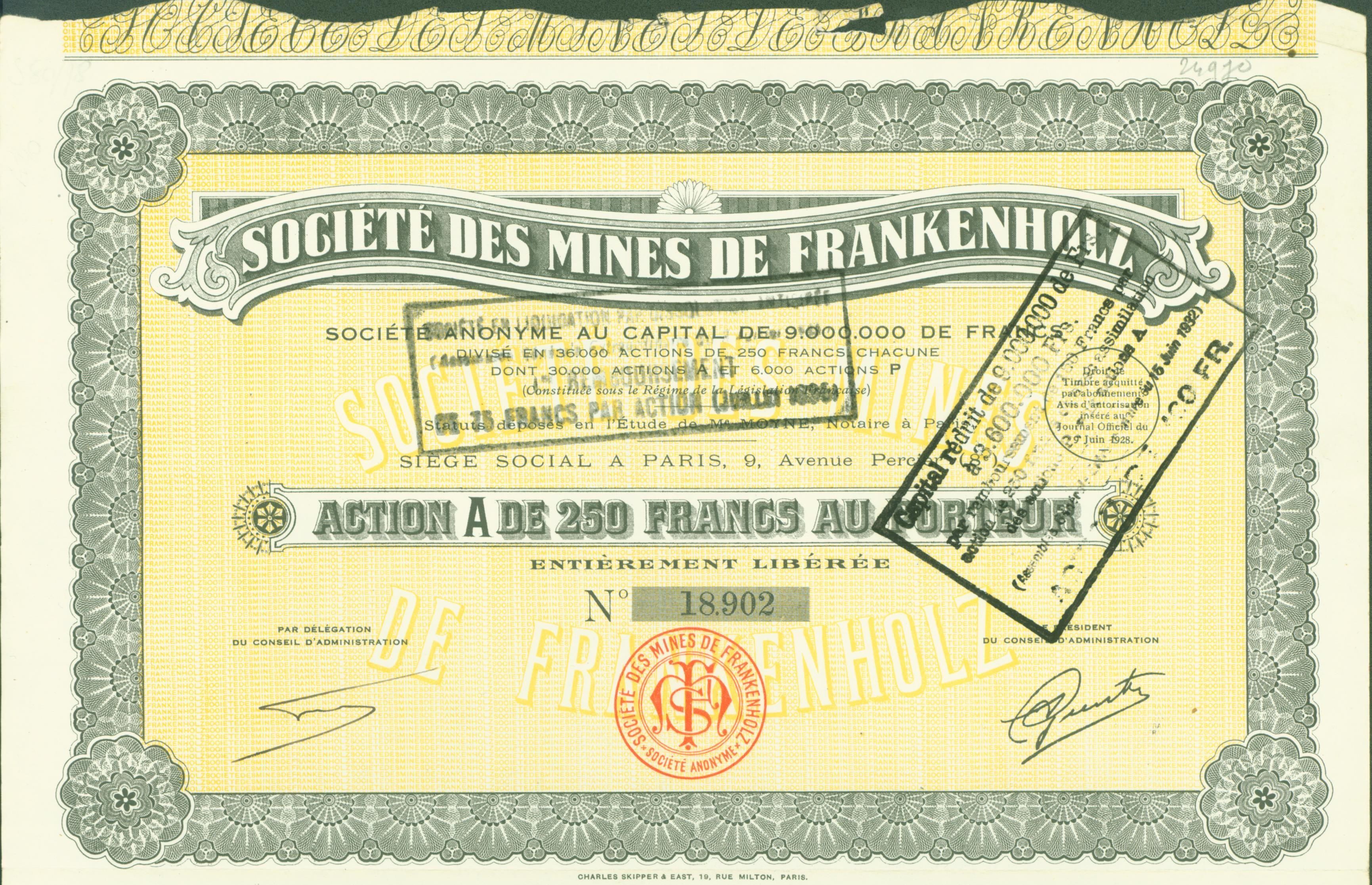
Aktie der Société des Mines de Frankenholz vom 9. Juni 1928

Nachfolger des verstorbenen Gründers der Grube wurde sein Sohn August, nach ihm übernahm dessen Schwiegersohn Alphonse Guntz, Chemieprofessor an der Universität Nancy, die Leitung der Grube. 1896 wurde auf der Gemarkung des Ortes Höchen der Schacht III abgeteuft. Dieser Schacht wurde mit einer 1,4 km langen Seilbahn mit den ersten beiden Schächten verbunden. 1900 errichtete man auf Schacht III eine Zwillingsförderanlage. Die starke Ausgasung der Kohle führte 1908 dazu, dass man einen unterirdischen Gasspeicher anbohrte und dieses nach oben geleitete Gas zum Beheizen der Kesselanlage der Grube benutzte. Dies war damals in Europa einmalig. Im Jahr darauf übernahm man das Konzessionsfeld der geschlossenen Grube Nordfeld sowie der dortigen Maschinen. Im Jahre 1919 wurde der französische Staat laut den Bestimmungen des Versailler Vertrages Eigentümer aller Saargruben. Die Grube wurde aber nicht als Staatsgrube weiterbetrieben, sondern zuerst vorläufig, dann aber 1920 für 99 Jahre an die „Société Anonyme des Mines de Frankenholz“ verpachtet. Das Grubenfeld wurde über die ehemalige bayerische Grenze in Richtung Münchwies erweitert und hatte nun die Größe von 1500 Hektar.
1922 wird Schacht IV in Höchen niedergebracht und man erwarb einen Großteil der Aktien des Homburger Kraftwerkes, mit dem nun eine enge Kooperation erfolgte. Die Grube bezog von hier ihren Strom, der mit den Kohlen der Grube erzeugt wurde. Ein Jahr später wurde auch die Grube Frankenholz vom 100-Tage-Streik erfasst, der das gesamte Saarrevier erfasste. Dieser Streik war nicht nur arbeitsrechtlich, sondern auch politisch motiviert. Im Jahre 1930 erreichte die Grube mit einer Belegschaft von 2.822 Personen ihre Höchstförderung mit 484.220 Tonnen Kohle. Im Gefolge der Weltwirtschaftskrise musste aber ein Einbruch der Förderung und der Beschäftigtenzahl um rund ein Drittel verkraftet werden. Das Ziel, durch Ausbau der Grube eine Jahresförderung von 600.000 Tonnen zu erreichen, wurde nie erreicht. 1931 kündigt die Gesellschaft der Anteilseigner den Pachtvertrag mit Frankreich, die Grube wurde nun auf Rechnung des französischen Staates weitergeführt.
Nach der Saarabstimmung 1935 wird die Grube am 1. März Teil der Saargruben AG. Im Jahr 1939 wird auf der Gemarkung von Hangard der Schacht V niedergebracht, der als Wetterschacht dient, über den auch große Mengen an Methan abgesaugt werden. Auch am 2. Januar 1941 kam es wieder zu einer Schlagwetterexplosion, bei dem diesmal 41 Bergleute ihr Leben verloren. Eugen Hayer, der 1941 als Wetterprobennehmer auf der Grube eingesetzt war, hat fünfzig Jahre später in einem Pressebericht in der Saarbrücker Zeitung die Geschehnisse des Unglückes geschildert. Am 1. Januar war es auf der 10. Sohle des Bergwerkes zu einem Flözbrand gekommen. Mannschaften zur Brandbekämpfung gingen am nächsten Tag vor Ort in den Einsatz, der normale Schichtbetrieb wurde an diesem Tag nicht aufgenommen. Infolge einer Störung im Kraftwerk Homburg mussten die Abdämmungsmaßnahmen vorübergehend eingestellt werden. Bei Fortführung der Arbeiten ereignete sich kurz vor Mitternacht am 2. Januar die Schlagwetterexplosion. Nach diesem Unglück wurden die Arbeiten in der Grube für Jahre eingestellt, bis die Brände eingedämmt waren. Die Belegschaft der Grube wurde auf die Grube König, die Grube Kohlwald und die Grube Heinitz in Neunkirchen aufgeteilt.
1945 übernahm Frankreich wiederum die Saargruben, zuerst in Militärverwaltung, ab 1947 in Treuhandverwaltung der „Regie des Mines de la Sarre“. Direktor der Frankenholzer Grube wurde Jules Baumann. Unter seiner Leitung wurde 1954 das Bergwerk St. Barbara in Bexbach gebaut.  Im Juni 1954 wurde die Grube Frankenholz als selbstständige Förderanlage aufgelöst und der Grube St. Barbara in Bexbach angegliedert, die Kohlen des Frankenholzer Grubenfeldes wurden nun in Bexbach zu Tage gefördert. Nach der Wiedereingliederung des Saarlandes in die Bundesrepublik kam das Ende für das Bergwerk St. Barbara recht schnell. Am 30. April 1959 wurde die Förderung durch die Saarbergwerke AG eingestellt.

## Schlagwetter auf der Grube
Wegen der hohen Ausgasung der Kohle war die Grube stets der Gefahr von Schlagwettern ausgesetzt. Trotz verschiedener Maßnahmen seitens der Betreiber, so zum Beispiel durch Anbohrung eines unterirdischen Gasspeichers im Jahr 1908, kam es dennoch zu folgenden Unglücken:
- 1884 – 5 Tote
- 1893 – 14 Tote
- 1895 – 2 Tote
- 1897 – 57 Tote
- 1916 – 2 Tote
- 1917 – 10 Tote
- 1918 – 12 Tote
- 1920 – 5 Tote
- 1941 – 41 Tote

Ein Beweis für die großen Gasmengen in der Grube ist die Tatsache, dass 40 Jahre nach Schließung der Grube über Schacht V rund 12 Millionen Kubikmeter Methangas zu Tage gefördert wurden.

## Tiefe der Schachtanlagen
- Schacht I: 720 m
- Schacht II: 900 m
- Schacht III: 800 m
- Schacht IV: 767 m

## Erdölvorkommen
Bereits in den Jahren 1900/01 traten bei einer bei Bohrung für den Schacht „Bruderbrunnen“ erste Ölspuren zutage. Diese Bohrung befindet sich etwa 1000 Meter südlich des Schachtes 5, der 1937/39 abgeteuft wurde und wo Paul Guthörl eine Anzahl fossiler Insektenarten fand und bestimmten konnte. Diese Bohrung war auf einigen Metern in den Göttelborner und den Unteren Ottweiler Schichten (Stephan A) von Erdölgeruch durchsetzt. 1941 fand man in der Zone des Holzer Konglomerats in zwei 35 Meter auseinanderliegenden Kohlebänken weitere Erdölspuren. Dieses Erdöl war zunächst recht flüssig, nach einigen Tagen aber zäh wie Schmierseife. Eine geringe Menge wurde gewonnen. Guthörl verfasste in seiner Funktion als Geologe der Saarbergwerke einen Bericht, der zwar 1943 fertig war, aber aufgrund der Kriegsereignisse erst 1948 veröffentlicht wurde.
Fünf der neun im Saarkarbon vorkommenden Erdölaustritte konnte Paul Guthörl im Feld der Grube Frankenholz verorten. Der bedeutendste davon und des ganzen Saarlandes trat im Juli 1951 zutage, als ein Verbindungsquerschlag von Schacht 5 auf der 10. Sohle aufgefahren wurde. Zu Beginn liefen 12 bis 15 Liter täglich aus dem Berg, im Dezember nur noch 3 bis 5 Liter. In diesem halben Jahr wurden 1,35 t Erdöl gewonnen. Eine Probe davon befindet sich heute in einer Glasflasche in der Geowissenschaftlichen Fakultät der Universität des Saarlands. Diese Funde wurden in zahlreichen Zeitungen erwähnt und gaben zu zahlreichen Spekulationen Anlass. 1955 hörten die Ausflüsse ganz auf.

## Soziale Einrichtungen
Bereits 1873 wurde auf der Grube ein Knappschaftsverein gegründet. Der Verein finanzierte sich aus Pflichtbeiträgen. Außerdem flossen alle Geldstrafen dem Verein zu, die aus arbeitsrechtlichen oder bergbaurechtlichen Gründen verhängt wurden.
Nach § 11 der Satzung waren die Besitzer der Grube verpflichtet, mindestens die Hälfte der von den Mitgliedern aufgebrachten Beträge einzuzahlen. Bei der anhaltend guten wirtschaftlichen Lage zahlten die Betreiber aber meist mehr ein als die eigentlich zu entrichtende Summe. 1895 waren in der Kasse des Vereins 150.000 Mark. Man beschloss, ein Grubenlazarett zu errichten. Das Krankenhaus war bis 1926 im Besitz der Frankenholzer Knappschaft, die in diesem Jahre in der Saarknappschaft aufging. Bis 1928 erhielt das Haus seine endgültige Größe. Es waren nun 75 Betten vorhanden, nach dem Zweiten Weltkrieg erfolgte noch eine Aufstockung auf 80 Betten. Weiter wurden mit dem Geld Schlafhäuser für die Grube errichtet. In der Zeit nach der Saarabstimmung 1935 wurde auf dem Schacht III ein beheiztes Schwimmbad erbaut, ebenso entstand im unteren Teil des Dorfes Frankenholz eine Siedlung. Die Mitarbeiter der Grube erhielten bei ihrem Hausbau eine Förderung.
Nach Schließung der Grube wurde das Krankenhaus Außenstelle des Landeskrankenhauses in Homburg. 1976 wurde das Krankenhaus geschlossen, vier Jahre später erfolgte der Abriss. Heute befindet sich auf dem Gelände der Dorfplatz von Frankenholz und das Gemeindezentrum der protestantischen Kirchengemeinde Frankenholz Höchen Websweiler.

## Relikte der Bergbauzeit
Von der einstigen Grube Frankenholz ist fast nichts mehr zu sehen. Die ehemalige Waschkaue der Grube beherbergt heute einen Supermarkt, eine Gastwirtschaft und eine Firma für feuerfeste Kleidung. Auf dem Gelände der Grube steht noch die Ruine der Kompressorhalle. Die zur Zeit der Grube erbauten Schlafhäuser, Werkshäuser und die nahe am Grubengelände liegenden Grubenvillen sind heute in Privatbesitz, lassen aber ihre ursprüngliche Funktion noch erkennen. Auch die für Schacht III in Höchen erbauten Häuser sind mittlerweile in Privatbesitz.
Einzig die beiden Bergehalden der Grube Frankenholz sind als Landmarken erhalten. Die in der Nähe des Bahnhof Bexbach befindliche Halde wird von einer Statue der Heiligen Barbara geziert. Das Bergematerial wurde mittels Luftbahn von Frankenholz aus zur im Bahnhofsbereich befindlichen Kohlewäsche der Grube gebracht, die Kohlen per Bahn abtransportiert und das Bergematerial eben aufgeschüttet. Die Bergehalde Schacht III Höchen befindet sich neben den Schächten III und IV der Grube Frankenholz auf dem Gemeindebann von Höchen. Diese Bergehalde ist mit einer Höhe von 494 Meter über Meereshöhe die am höchsten gelegene Halde in Deutschland.